# 589 Croatia
589 Croatia è un asteroide della fascia principale del diametro medio di circa 87,54 km. Scoperto nel 1906, presenta un'orbita caratterizzata da un semiasse maggiore pari a 3,1390414 UA e da un'eccentricità di 0,0401185, inclinata di 10,80601° rispetto all'eclittica.
Il nome dell'oggetto celeste è stato suggerito dall'astronomo Max Wolf in onore della fondazione della Società Astronomica Croata di Scienze Naturali istituita a Zagabria.